# 黃叔璥
黃叔璥（1682年—1758年），字玉圃，號篤齋，直隸順天府大興縣人，清朝政治人物。首任巡臺御史，其所著之《臺海使槎錄》、《南征紀程》等書對於閩南、臺灣文化的研究具有重要價值。

## 生平
黃叔璥是康熙三十八年（1699年）己卯科順天鄉試舉人，康熙四十八年（1709年）己丑科二甲第十二名進士。授太常寺博士，升戶部主事、吏部稽勳司員外郎，康熙五十四年（1715年）升湖廣道監察御史，康熙五十七年（1718年）十一月改浙江道監察御史。康熙六十一年（1722年）朱一貴事件結束，清廷任命黃叔璥與滿人吳達禮共同擔任巡臺御史。
康熙六十二年（1723年）六月，黃叔璥抵達臺灣後，除致力與朱一貴殘黨作戰外，經常巡行各地，考察攻守險隘、海道風信、訪問原住民政權，著有《臺海使槎錄》（《使臺錄》）八卷，分為《赤嵌筆談》（四卷）、《番俗六考》（三卷）、《番俗雜記》（一卷）三篇。其中蕃俗六考，詳細記錄台灣的山川地勢、風土民俗。尤其對臺灣原住民的樣貌，更是觀察入微，因此，該書為近現代考證平埔族歷史之根基。另著《南征紀程》一書，記載來臺前自京師至福建內陸的途中見聞。
雍正二年（1724年），黃叔璥離臺，同年受兄長黃叔琳案牽連，罷職歸里奉養母親。乾隆元年（1736年）起為河南分守驛鹽糧儲道，同年改分巡開歸陳許兼管河務兵備道。乾隆四年（1739年）致仕歸里奉養母親，乾隆八年（1743年）八月任江南常鎮揚通道。乾隆二十三年（1758年）去世，享年七十七歲。

## 軼事
据清朝李氏《求己堂集》记载，黃叔璥的父亲黃華蕃（号芳洲），康熙年间在曲阳县当教谕，与夫人一起都喜欢行善积德。他在任当官时，曾捐钱出刊刻印《金刚经》、《太上感应篇》、《阴骘文广义》各经文数十部。他的夫人也随喜捐钱印赠《玉歷寶鈔》一千本，广为布施印送。并且时常买鱼、鸟放生，其数成千上万。夫妇俩生有五个儿子：黃叔琳是康熙辛未年探花，黃叔璥是康熙己丑科进士，黃叔琪是康熙乙酉科举人，黃叔琬是康熙己丑科进士，黃叔瑄是康熙癸巳科秀才，都获得了很高的学历和功名。

## 家族
兄黃叔琳，康熙三十年辛未科探花。

## 外部連結
- 國家圖書館 臺灣歷史人物小傳—明清暨日據時期：黃叔璥 （页面存档备份，存于）
- 黃叔璥「臺海使槎錄」主要路線推測圖

| 官衔      | 官衔                                              | 官衔          |
| --------- | ------------------------------------------------- | ------------- |
| 前任： 無 | 巡視台灣監察御史（漢） 康熙六十一年（1722年）上任 | 繼任： 丁士一 |